# Distretto di Šilùùstėj
Il distretto di Šilùùstėj è uno dei ventiquattro distretti (sum) in cui è suddivisa la provincia del Zavhan, in Mongolia. Conta una popolazione di 2.450 abitanti (censimento 2005). 